# 완 자크 하이칼
완 자크 하이칼(1991년 1월 28일 ~ )는 말레이시아의 축구 선수이다.

## 국가대표 경력
그는 2012년 말레이시아대표팀에 데뷔했다. 그는 국제 A매치 29경기에 출전해서 4골을 득점하였다.

## 통계
| 말레이시아 | 말레이시아 | 말레이시아 |
| 연도       | 출전       | 골         |
| ---------- | ---------- | ---------- |
| 2012       | 9          | 3          |
| 2013       | 1          | 0          |
| 2014       | 0          | 0          |
| 2015       | 6          | 0          |
| 2016       | 3          | 0          |
| 2017       | 6          | 0          |
| 2018       | 4          | 1          |
| 합계       | 29         | 4          |

## 같이 보기
- 말레이시아 U-23 축구 국가대표팀